# 옐비라 토두아
옐비라 주라보브나 토두아(러시아어: Эльвира Зурабовна Тодуа, 1987년 6월 26일~)는 러시아의 여자 축구 선수이다. 포지션은 골키퍼이며, 현재 쳄피오나트 로시 포 푸트볼루 스레디 젠신의 WFC CSKA 모스크바 소속이다.

## 클럽 경력
압하지야 트크바르첼리 출신이며 7세 시절에 1992년 압하지야 전쟁의 여파로 인하여 부모와 함께 러시아 노보체르카스크로 이주했다. 노보체르카스크 현지에서 남자 어린이들과 함께 축구를 즐겼고 2000년에 쿠바노치카 크라스노다르에 합류하면서 선수 생활을 시작했다. 2001년부터 2003년까지 VVS 사마라 소속으로 활동했으며 2005년부터 2007년까지 SKA 로스토프 소속으로 활동했다. 2007년부터 2009년까지 SKA 로스토프 소속으로 활동했다.
2009년부터 2016년까지 로시얀카 소속으로 활동했다. 로시얀카 소속 시절에는 로시얀카의 쳄피오나트 로시 포 푸트볼루 스레디 젠신 2회 우승, 러시아 여자컵 2회 우승에 기여했다. 2017년에 CSKA 모스크바로 이적했다.

## 국가대표 경력
2003년부터 2005년까지 러시아 여자 U-19 축구 국가대표팀 선수로 활동했으며 헝가리에서 개최된 2005년 UEFA U-19 여자 축구 선수권 대회에서 러시아 여자 U-19 축구 국가대표팀의 우승에 기여했다. 태국에서 개최된 2004년 FIFA U-19 세계 여자 축구 선수권 대회, 러시아에서 개최된 2006년 FIFA U-20 세계 여자 축구 선수권 대회에 참가하여 러시아의 8강전 진출에 기여했고 특히 2004년 FIFA U-19 세계 여자 축구 선수권 대회에서 올스타 팀에 선정되는 영예를 안았다.
2005년 8월 28일에 열린 스코틀랜드와의 2007년 FIFA 여자 월드컵 유럽 지역 예선 홈 경기에 처음 출전하면서 러시아 여자 축구 국가대표팀 선수로 데뷔했다. 핀란드에서 개최된 UEFA 여자 유로 2009, 스웨덴에서 개최된 UEFA 여자 유로 2013에 참가한 러시아 여자 축구 국가대표팀 명단에 이름을 올렸으나 러시아는 2차례의 대회 모두 조별 예선에서 탈락했다.

## 사생활
옐비라 토두아는 러시아의 여러 잡지에서 모델로 활동했다. 2009년에는 러시아의 신문 《노비예 이즈베스티야》가 선정한 러시아의 가장 아름다운 선수 20명에 관한 명단에 이름을 올리기도 했다.

## 수상

### 클럽
로시얀카
- 쳄피오나트 로시 포 푸트볼루 스레디 젠신 2회 우승 (2010, 2011-12)
- 러시아 여자컵 2회 우승 (2009, 2010)

### 국가대표
- 2005년 UEFA U-19 여자 축구 선수권 대회 우승

### 개인
- 2004년 FIFA U-19 세계 여자 축구 선수권 대회 올스타 팀 선정